# Лиутпранд (лангобард)
Вижте пояснителната страница за други личности с името Лиутпранд.
Лиутпранд (Liutprand, Luitprand; † януари 744) е през 712 – 744 г. крал на лангобардите.

## Произход и младежки години
Лиутпранд е по-младият син на Теодорада и крал Анспранд, който след смъртта на крал Кунинкперт през 700 г. е поставен като регент на малолетния му син Лиутперт. Поради голямото отмъщение на крал Ариперт II спрямо противниците си, Анспранд бяга в Бавария, Лиутпранд успява да избяга през Алпите при баща си, където херцог Теудеберт ги приема много добронамерено.
След 9 години през 712 г. двамата тръгват с баварска войска към Италия, за да спечелят лангобардския трон. При Павия успяват да победят Ариперт, който при бягството си се удавя в река Тесин. Баща му Анспранд става крал, но след 3 месеца умира.

## Управление
На 13 юни 712 г. Лиутпранд е коронясан като крал. Той печели Корсика и възобновява от Ариперт II направените подаръци на църквата в Котските Алпи („Cottischen Alpen“), премахва дотогава съществуващата забрана за смесени бракове между романи и лангобарди и издава обширния законов ред чрез Liutprandi Leges. Забранява продажбата на свободни в чужбина, също междуособици, които вредят на правната сигурност в страната.
С Бавария има от тамошната му емиграция добри връзки, той се жени за баварската принцеса Гунтруд. Също така търси добри връзки с Франкското кралство, където от 719 г. Хаузмайер Карл Мартел е вече господар, Лиутпранд осиновява през 735 г. неговия син Пипин (Пипин III). Когато Карл Мартел моли Лиутпранд през 739 г. да му помогне срещу сарацините, той се съгласява.
Лиутпранд е от 728 г. офензиф против византийското господство в Средна Италия и Папството. Превзема Равена и хвърля поглед на юг, подарява на папа Григорий II град Сутри и много градове в Лацио. Не се отказва от целта си да превземе Рим. Накрая сключва мир с папа Захарий през 743 г. и се отказва от превземането на Рим.
Лиутпранд умира през януари 744 г., наследник става племенника му Хилдепранд, който още същата година е сменен от Ратчис.